# John Martin (zanger)
John Martin Lindström (Stockholm, 22 augustus 1980) is een zanger en songwriter afkomstig uit Zweden. Hij vergaarde vooral bekendheid door zijn samenwerkingen met de Swedish House Mafia. Martin werkte verder ook samen met Tinie Tempah, Sebastian Ingrosso, Alesso en Martin Garrix.

## Biografie
Martin groeide op in het zuiden van Stockholm, waar hij woonde met zijn vader, moeder en oudere broer. Zijn vader moedigde hem en zijn broer aan om de motorsport in te gaan, maar de broers kozen allebei voor de muziekwereld. Vanaf zijn vijftiende zong Martin in een band.
In 2010 werd Martin ontdekt door Axwell, op dat moment lid van het Zweedse muziektrio Swedish House Mafia. Martin zong mee in en schreef mee aan Save the World, een nummer dat zowel de Nederlandse Top 40 als de Ultratop 50 van Vlaanderen haalde. Vervolgens schreef hij mee aan Avicii's Fade into Darkness. Martin nam opnieuw een nummer op met de Swedish House Mafia, waaraan hij ook had meegeschreven, Don't you worry child. Evenals Save the World haalde Don't you worry child de Nederlandse en Vlaamse hitlijsten. Het nummer werd tevens genomineerd voor een Grammy Award. In 2015 kwam Don't you worry child voor het eerst in de Top 2000, op plaats 1808.
In 2013 nam Martin het nummer reload op met Sebastian Ingrosso en Tommy Trash. In dat jaar werkte hij tevens mee aan Children of the Sun, van rapper Tinie Tempah. Op 12 februari 2014 kwam Martins single Anywhere for you uit, zijn eerste solonummer. Met die single wist hij onder andere de zevende plaats te bereiken in de UK Singles Chart. In Nederland en Vlaanderen kwam het nummer niet verder dan respectievelijk tip 4 en tip 20.

## Discografie

### Singles
| Single met eventuele hitnotering(en) in de Nederlandse Top 40 | Datum van verschijnen | Datum van binnenkomst | Hoogste positie | Aantal weken | Opmerkingen                                       |
| ------------------------------------------------------------- | --------------------- | --------------------- | --------------- | ------------ | ------------------------------------------------- |
| Save the World (Swedish House Mafia)                          | 13-05-2011            | 04-06-2011            | 6               | 20           | Bijdrage Martin niet officieel genoemd            |
| Don't you worry child (Swedish House Mafia)                   | 14-09-2012            | 29-09-2012            | 5               | 20           | Martin als featuring artist                       |
| Reload                                                        | 10-05-2013            | 18-05-2013            | tip2            | -            | met Sebastian Ingrosso                            |
| Anywhere for you                                              | 12-02-2014            | 08-03-2014            | tip4            | -            |                                                   |
| Now That I've Found You                                       | 11-03-2016            | 19-03-2016            | tip1            | -            | Martin als featuring artist onder de naam John    |
| Higher ground                                                 | 2020                  | 23-05-2020            | 24              | 11           | met Martin Garrix                                 |
| Won't let you go                                              | 2021                  | 18-12-2021            | tip10*          |              | met Martin Garrix & Matisse & Sadko / Alarmschijf |

| Single met hitnotering(en) in de Vlaamse Ultratop 50 | Datum van verschijnen | Datum van binnenkomst | Hoogste positie | Aantal weken | Opmerkingen                            |
| ---------------------------------------------------- | --------------------- | --------------------- | --------------- | ------------ | -------------------------------------- |
| Save the world (Swedish House Mafia)                 | 13-05-2011            | 21-05-2011            | 5               | 20           | Bijdrage Martin niet officieel genoemd |
| Don't you worry child (Swedish House Mafia)          | 14-09-2012            | 22-09-2012            | 4               | 26           | Martin als featuring artist            |
| Anywhere for you                                     | 12-02-2014            | 01-03-2014            | tip 20          | -            |                                        |

| Nummer met noteringen in de NPO Radio 2 Top 2000 | '15  | '16  | '17 | '18  | '19-'20 | '21  | '22  | '23  | '24  |
| ------------------------------------------------ | ---- | ---- | --- | ---- | ------- | ---- | ---- | ---- | ---- |
| Don't You Worry Child (met Swedish House Mafia)  | 1808 | 1864 | -   | 1408 | -       | 1740 | 1870 | 1914 | 1866 |

1. ↑  Een '-' betekent dat het nummer niet was genoteerd en een vetgedrukt getal geeft de hoogste notering aan.
2. ↑  2015 was het eerste jaar met een notering voor dit nummer.

- Bibliothèque nationale de France: cb16714693v (data)
- MusicBrainz: a7962d26-fcee-41d4-b768-68661b5cfe19
- Virtual International Authority File: 305312757